# Daniele Masolino
Daniele Masolino (né le 1er septembre 1979 à Pozzuolo del Friuli) est un coureur cycliste italien. Il est professionnel en 2004 et 2005 au sein de l'équipe LPR.

## Palmarès
- 2001
  - Giro della Provincia di Cosenza
  - Bassano-Monte Grappa
  - Grand Prix Kranj :
    - Classement général
    - 1re étape
- 2002
  - 4e étape du Tour du Frioul-Vénétie julienne
  - 3e de l'Astico-Brenta
- 2003
  - Medaglia d'Oro Dino Barichello
  - Coppa Città di San Daniele
  - 4e et 8e étapes du Tour du Guatemala
  - 3e du Baby Giro
- 2005
  - 3e du Grand Prix d'ouverture La Marseillaise

## Classements mondiaux
| Année           | 2005 |
| --------------- | ---- |
| UCI Europe Tour | 382e |